# 三叉短吻獅子魚
三叉短吻獅子魚，為輻鰭魚綱鮋形目杜父魚亞目獅子魚科的其中一種，分布於南冰洋布蘭斯菲爾德海峽海域，棲息深度662-1120公尺，為深海底棲性魚類，屬肉食性，生活習性不明。

## 擴展閱讀
維基物種上的相關：三叉短吻獅子魚